# سوبرليمنال
سوبرليمنال وتعني "فوق الوعي"، هي لعبة فيديو أمريكية من نوع ألغاز، من تطوير ونشر بيلو كاسل غيمز، حيث صدرت عام 2019، وتعمل على عدة منصات، ومنها بلاي ستيشن 4 وإكس بوكس ون ومايكروسوفت ويندوز، حيث تدعم اللغة العربية.

## الموقع الخارجي
- الموقع الرسمي
 (بالإنجليزية)